# Orotsav
Az orotsav egy pirimidindion, ami egyúttal karbonsav is. Egykor a B-komplex részének tekintették, s B13-vitaminnak nevezték, de ma már ismert, hogy nem vitamin.
A vegyületet az emberi szervezet a dihidroorotát-dehidrogenáz mitokondriális enzim által vagy a pirimidinszintézis egyik citoplazmatikus enzimje által állítja elő. Egyes étrend-kiegészítőkben ásványianyag-raktárként használják, hogy biológiai hasznosulásukat növeljék; e célra leginkább a lítium-orotátot használják.

## Története
Az orotsavat először az olasz Biscaro és Belloni izolálták 1904-ben tehéntejsavóból. Ők nevezték el a savat orotsavnak a görög ὀρός szóból, ami savót jelent. Mivel azt gondolták, hogy az élethez nélkülözhetetlen, elnevezték B13-vitaminnak.
Szerkezetét először 1930-ban határozták meg. Először Treat B. Johnson és Elmar F. Schröder állították elő mesterségesen 1931-ben.

## Előfordulása
Az orotsav az élesztőgombák és a Neurospora nemzetségbe tartozó penészgombák anyagcseréjének köztiterméke. Előfordul továbbá a tejtermékekben, valamint számos élelmiszerben.

## Szintézise
A dihidroorotát a dihidroorotát-dehidrogenáz által orotáttá alakul, ahol később foszforibozil-pirofoszfáttal (PRPP) egyesülve orotidin-5’-monofoszfátot (OMP) eredményez. A pirimidinszintézis különleges jellemzője, hogy a pirimidingyűrű a ribózhoz való kapcsolódás előtt teljesen létrejön, míg a purinszintézis a bázis cukron történő szintézisével történik.

## Tulajdonságai
Az orotsav fehér, szagtalan, édeskés ízű por, ami kevéssé oldódik vízben és etanolban. Szerves oldószerekben gyakorlatilag oldhatatlan. A háromértékű sav jobban oldódik alkálifém-hidroxidok vizes oldatában. Lassú kikristályosítás során színtelen, hasáb alakú kristályok keletkeznek. Szilárd, kristályos állapotban szinte korlátlan ideig tárolható.

## Biológiai jelentősége
Nem megfelelően végbemenő karbamidciklus esetén a felgyülemlő karbamoil-foszfát orotsav-túltermeléshez vezet. Az orotsav felgyülemlését a szövetekben és a vérszérumban okozhatja az orotidin-5-foszfát-pirofoszforiláz örökletes hiánya is. A felesleg vizeleten keresztül történő nagyobb mértékű kiválása az orotaciduria.
Az orotsavnak számos funkciója van a szervezetben: például megakadályozza, hogy az ATP elfogyjon a szívben. Ehhez megnöveli a pirimidinnukleotidok mennyiségét a májban, aminek következménye a szívizom megnövelt ATP-termelése.
A táplálékból az orotsav csak kismértékben szívódik fel, mivel vízben és zsírban egyaránt kevéssé oldódik. A vérben a biológiai felezési ideje mintegy 1 óra.

## Fordítás
- Ez a szócikk részben vagy egészben  az   Orotic acid című angol Wikipédia-szócikk fordításán alapul.  Az eredeti cikk szerkesztőit annak laptörténete sorolja fel. Ez a jelzés csupán a megfogalmazás eredetét és a szerzői jogokat jelzi, nem szolgál a cikkben szereplő információk forrásmegjelöléseként.
- Ez a szócikk részben vagy egészben  az   Orotsäure című német Wikipédia-szócikk fordításán alapul.  Az eredeti cikk szerkesztőit annak laptörténete sorolja fel. Ez a jelzés csupán a megfogalmazás eredetét és a szerzői jogokat jelzi, nem szolgál a cikkben szereplő információk forrásmegjelöléseként.